# تشار ميلر
تشار ميلر (بالإنجليزية:Char Miller) (من مواليد 23 نوفمبر 1951)،  هو مؤرخ أمريكي وباحث في التحليل البيئي، ومؤسسة دبليو إم كيك، وأستاذ التحليل البيئي والتاريخ في كلية بومونا ومدير برنامج التحليل البيئي بكليات كليرمونت.

## السيرة الذاتية
ولد ميلر في 23 نوفمبر 1951، التحق بمدرسة بومفريت، ثم كلية بيتزر وتخرج منها عام 1975، وحصل بعد ذلك على درجتي الماجستير والدكتوراه من جامعة جونز هوبكينز.

## العمل
بدأ ميلر مسيرته التدريسية في جامعة ميامي عام 1980، ثم انتقل إلى جامعة ترينيتي في عام 1981، حيث شغل منصب رئيس قسم التاريخ ومدير الدراسات الحضرية، بعد ما يقرب من 30 عامًا كأستاذ في ترينيتي، بدأ ميلر التدريس في كلية بومونا في عام 2007، وهو زميل أول في معهد بنكوت للحفظ وزميل في جمعية تاريخ الغابات.